# إلياس ديفيد هاوسر

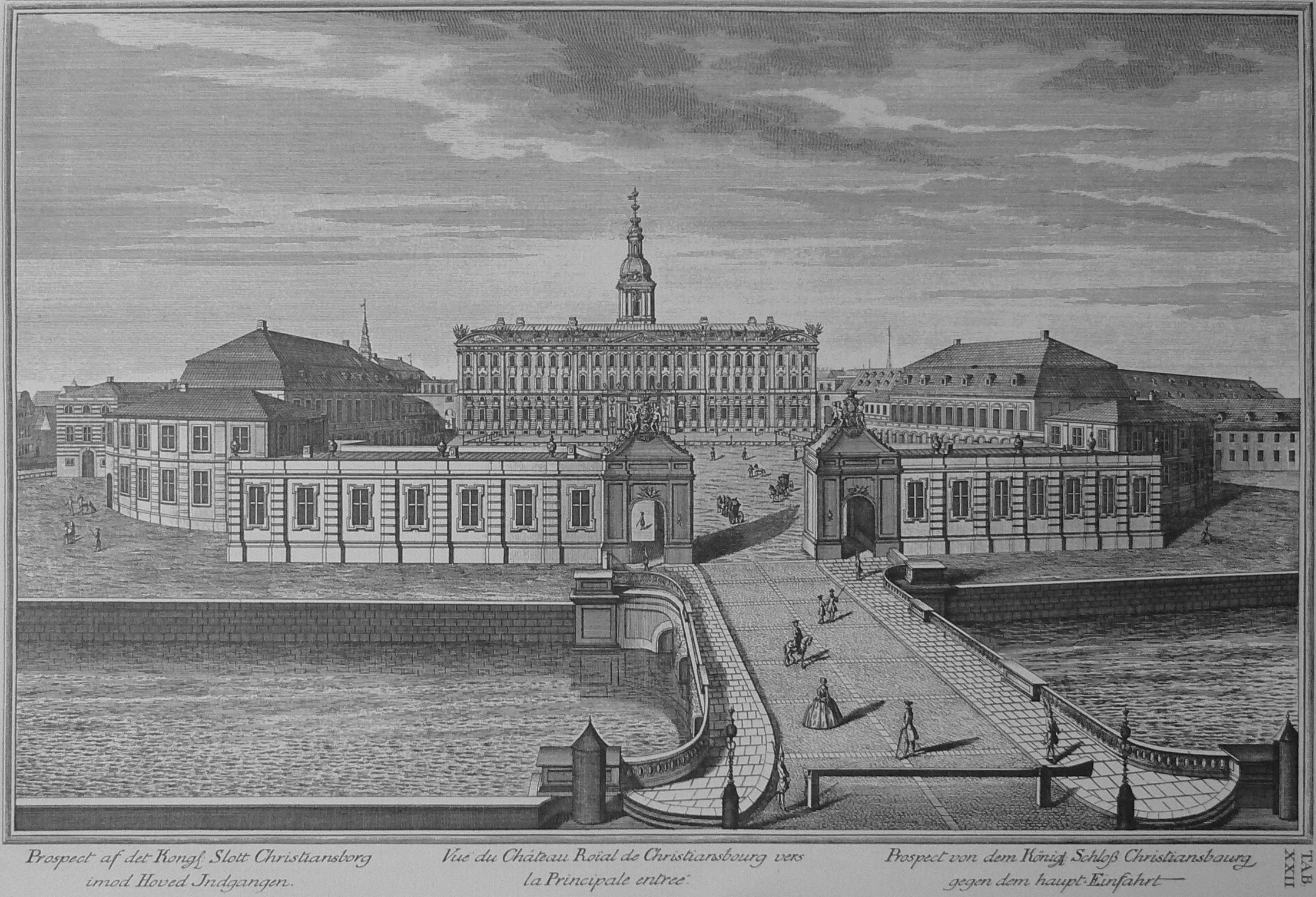
قصر كريستيانسبورغ الأول، كوبنهاغن، 1746

الياس ديفيد هاوسر (بالدنماركية: Elias David Häusser ؛25 يونيو 1687 - 16 مارس 1745) معماري دنماركي/ ألماني، اشتهر بالتصميم على طراز الباروك والروكوكو، حيث يُنسب اليه إدخال هذين الإسلوبين المعماريين إلى الدنمارك. ويُعتبر قصر كريستيانسبورغ في كوبنهاغن (التصميم الأول) من أهم أعماله على الإطلاق، إلا أنه تعرض لحريق هائل عام 1794 أدى إلى تدميره.